# Ulama, el juego de la vida y la muerte
Ulama, el juego de la vida y la muerte, és una pel·lícula documental mexicana del director Roberto Rochín, va ser produïda en 1986 i estrenada en cinemes comercials el 20 d'octubre de 1988. Va tenir una altra estrena, més petita, a la Cineteca Nacional el 2 de juny de 1987.<.

## Sinopsi
En Ulama, el joc de la vida i la mort, es fa un rescat i recreació del joc de la pilota en les cultures prehispàniques de Mesoamèrica, es fa ús d'una diversa gammes de tècniques audiovisuals com el registre directe o la reconstrucció. El director s'encarrega de muntar una escena en què es mostra la contínua lluita entre la vida i la mort, el Sol i la Lluna, representats a través del ritual de Ulamaliztli, o el joc de pilota.

## Reconeixements
Guanyadora en la XXX edició dels Premis Ariel de 1988 en les categories:
- Fotografia
- Edició[3]
- Música de fons[4]
- Millor llargmetratge documental o testimonial
- Millor òpera prima
- Dues Diosas de Plata.[5]

## Recepció
Sobre el documental, el crític Saul Ramos Navas va dir: "Aquesta pel·lícula realitzada en 1986 ha tingut gran acceptació entre la gent perquè és un superb treball de recerca en el qual es recorren totes les zones d'abans de la conquesta espanyola, on es compten amb espais especials per a la pràctica d'aquest esport. Fins i tot, en la cinta es manegen les situacions mítiques de l'esport, com quan els humans van jugar contra la mort per a conservar la seva existència, amb el que es demostra que el joc estava íntimament lligat amb aspectes religiosos que eren jocs rituals mitjançant els quals es tractava que les forces naturals seguissin l'ordre còsmic".